# Rally van Zweden 2008
De Rally van Zweden 2008, formeel 57th Uddeholm Swedish Rally, was de 57e editie van de Rally van Zweden en de tweede ronde van het wereldkampioenschap rally in 2008. Het was de 441e rally in het wereldkampioenschap rally die georganiseerd wordt door de Fédération Internationale de l'Automobile (FIA). De start en finish was in Karlstad.

## Programma
| Etappe | Datum                             | Klassementsproeven | Competitieve afstand |
| ------ | --------------------------------- | ------------------ | -------------------- |
| 1      | Donderdag 7 en vrijdag 8 februari | 8                  | 122,14 kilometer     |
| 2      | Zaterdag 9 februari               | 6                  | 120,88 kilometer     |
| 3      | Zondag 10 februari                | 6                  | 97,22 kilometer      |
|        |                                   |                    |                      |
| Totaal | Totaal                            | 20                 | 340,24 kilometer     |

## Resultaten
| Algemene top tien | Algemene top tien | Algemene top tien        | Algemene top tien                  | Algemene top tien | Algemene top tien | Algemene top tien | Algemene top tien |
| Pos.              | #                 | Rijder                   | Auto                               | Gr/kl             | Tijd              | Eerste            | Punten            |
| Pos.              | #                 | Navigator                | Inschrijving                       | C                 | Straftijd         | Vorige            | Punten            |
| ----------------- | ----------------- | ------------------------ | ---------------------------------- | ----------------- | ----------------- | ----------------- | ----------------- |
| 1.                | 4                 | Jari-Matti Latvala       | Ford Focus RS WRC 07               | A8                | 2:46:41,2         | 0:00              | 10                |
| 1.                | 4                 | Miikka Anttila           | BP Ford Abu Dhabi World Rally Team | C                 |                   | =                 | 10                |
| 2.                | 3                 | Mikko Hirvonen           | Ford Focus RS WRC 07               | A8                | 2:47:39,5         | + 58,3            | 8                 |
| 2.                | 3                 | Jarmo Lehtinen           | BP Ford Abu Dhabi World Rally Team | C                 |                   | + 58,3            | 8                 |
| 3.                | 7                 | Gigi Galli               | Ford Focus RS WRC 07               | A8                | 2:49:04,4         | + 2:23,2          | 6                 |
| 3.                | 7                 | Giovanni Bernacchini     | Stobart VK Ford Rally Team         | C                 |                   | + 1:24,9          | 6                 |
| 4.                | 5                 | Petter Solberg           | Subaru Impreza S12B WRC 07         | A8                | 2:49:40,6         | + 2:59,4          | 5                 |
| 4.                | 5                 | Phil Mills               | Subaru World Rally Team            | C                 |                   | + 36,2            | 5                 |
| 5.                | 17                | Andreas Mikkelsen        | Ford Focus RS WRC 06               | A8                | 2:52:27,2         | + 5:46,0          | 4                 |
| 5.                | 17                | Ola Fløene               | Ramsport                           | A8                |                   | + 2:46,6          | 4                 |
| 6.                | 2                 | Daniel Sordo             | Citroën C4 WRC                     | A8                | 2:53:54,3         | + 7:13,1          | 3                 |
| 6.                | 2                 | Marc Martí               | Citroën Total WRT                  | C                 | 5:00              | + 1:27,1          | 3                 |
| 7.                | 11                | Toni Gardemeister        | Suzuki SX4 WRC                     | A8                | 2:57:16,5         | + 10:35,3         | 2                 |
| 7.                | 11                | Tomi Tuominen            | Suzuki World Rally Team            | C                 |                   | + 3:22,2          | 2                 |
| 8.                | 52                | Juho Hänninen            | Mitsubishi Lancer Evo IX           | N4                | 2:59:08,7         | + 12:27,5         | 1                 |
| 8.                | 52                | Mikko Markkula           | Ralliart New Zealand               | N4                |                   | + 1:52,2          | 1                 |
| 9.                | 19                | Mads Østberg             | Subaru Impreza S12B WRC 07         | A8                | 3:00:09,7         | + 13:28,5         |                   |
| 9.                | 19                | Ole Kristian Unnerud     | Adapta AS                          | A8                |                   | + 1:01,0          |                   |
| 10.               | 46                | Jari Ketomaa             | Subaru Impreza WRX STi             | N4                | 3:00:31,9         | + 13:50,7         |                   |
| 10.               | 46                | Miika Teiskonen          | Motoring Club                      | N4                |                   | + 22,2            |                   |
| DNF top tien      |                   |                          |                                    |                   |                   |                   |                   |
| Pos.              | #                 | Rijder                   | Auto                               | Gr/kl             | KP                | Reden             | Reden             |
| Pos.              | #                 | Navigator                | Inschrijving                       | C                 | KP                | Reden             | Reden             |
| DNF               | 1                 | Sébastien Loeb           | Citroën C4 WRC                     | A8                | TC 11             | Mechanisch        | Mechanisch        |
| DNF               | 1                 | Daniel Elena             | Citroën Total WRT                  | C                 | TC 11             | Mechanisch        | Mechanisch        |
| DNF               | 12                | Per-Gunnar Andersson     | Suzuki SX4 WRC                     | A8                | 4                 | Motor             | Motor             |
| DNF               | 12                | Jonas Andersson          | Suzuki World Rally Team            | C                 | 4                 | Motor             | Motor             |
| DNF               | 16                | Matthew Wilson           | Ford Focus RS WRC 06               | A8                | 19                | Mechanisch        | Mechanisch        |
| DNF               | 16                | Scott Martin             | Stobart VK Ford Rally Team         | A8                | 19                | Mechanisch        | Mechanisch        |
| DNF               | 34                | Gianluca Linari          | Subaru Impreza WRX STi             | N4                | 17                | Mechanisch        | Mechanisch        |
| DNF               | 34                | Roberto Mometti          | Gianluca Linari                    | N4                | 17                | Mechanisch        | Mechanisch        |
| DNF               | 43                | Evgeney Vertunov         | Subaru Impreza STi                 | N4                | 11                | Ongeluk           | Ongeluk           |
| DNF               | 43                | Georgiy Troshkin         | Subaru Rally Team Russia           | N4                | 11                | Ongeluk           | Ongeluk           |
| DNF               | 60                | Oscar Svedlund           | Subaru Impreza STi                 | N4                | 15                | Mechanisch        | Mechanisch        |
| DNF               | 60                | Björn Nilsson            | Subaru Swedish Dealer Team         | N4                | 15                | Mechanisch        | Mechanisch        |
| DNF               | 61                | Jukka Ketomäki           | Subaru Impreza WRX STi             | N4                | 6                 | Mechanisch        | Mechanisch        |
| DNF               | 61                | Jarkko Alanen            | Jukka Ketomäki                     | N4                | 6                 | Mechanisch        | Mechanisch        |
| DNF               | 64                | Hasse Gustafsson         | Subaru Impreza STi                 | N4                | 9                 | Motor             | Motor             |
| DNF               | 64                | Nicklas Edvardsson       | Subaru Swedish Dealer Team         | N4                | 9                 | Motor             | Motor             |
| DNF               | 68                | Vytautas Švedas          | Mitsubishi Lancer Evo IX           | N4                | 16                | Ongeluk           | Ongeluk           |
| DNF               | 68                | Žilvinas Sakalauskas     | Vytautas Švedas                    | N4                | 16                | Ongeluk           | Ongeluk           |
| DNF               | 73                | Peter van Merksteijn jr. | Mitsubishi Lancer Evo IX           | N4                | 15                | Motor             | Motor             |
| DNF               | 73                | Eddy Chevaillier         | Van Merksteijn Motorsport          | N4                | 15                | Motor             | Motor             |

| PWRC top drie | PWRC top drie  | PWRC top drie |
| Pos.          | Rijder         | Pnt.          |
| ------------- | -------------- | ------------- |
| 1             | Juho Hänninen  | 10            |
| 2             | Jari Ketomaa   | 8             |
| 3             | Patrik Sandell | 6             |

## Statistieken

#### Klassementsproeven
| Etappe | Datum       | KP | Starttijd | Naam                     | Lengte   | Snelste rijder     | Tijd          | Gem. snelheid | Rallyleider        |
| ------ | ----------- | -- | --------- | ------------------------ | -------- | ------------------ | ------------- | ------------- | ------------------ |
| 1      | 7 februari  | 1  | 20:04     | Super Special Karlstad 1 | 1,90 km  | Petter Solberg     | 1:28,9        | 76,94 km/u    | Petter Solberg     |
| 1      | 8 februari  | 2  | 9:34      | Stensjon 1               | 15,50 km | Jari-Matti Latvala | 7:24,0        | 125,68 km/u   | Jari-Matti Latvala |
| 1      | 8 februari  | 3  | 10:44     | Bjälverud 1              | 21,58 km | Jari-Matti Latvala | 10:33,7       | 122,59 km/u   | Jari-Matti Latvala |
| 1      | 8 februari  | 4  | 11:23     | Mangen 1                 | 22,09 km | Jari-Matti Latvala | 12:20,7       | 107,36 km/u   | Jari-Matti Latvala |
| 1      | 8 februari  | 5  | 13:25     | Stensjon 1               | 15,50 km | Jari-Matti Latvala | 7:22,3        | 126,16 km/u   | Jari-Matti Latvala |
| 1      | 8 februari  | 6  | 14:35     | Bjälverud 2              | 21,58 km | Jari-Matti Latvala | 10:32,4       | 122,85 km/u   | Jari-Matti Latvala |
| 1      | 8 februari  | 7  | 15:14     | Mangen 2                 | 22,09 km | Jari-Matti Latvala | 12:21,2       | 107,29 km/u   | Jari-Matti Latvala |
| 1      | 8 februari  | 8  | 18:00     | Super Special Karlstad 2 | 1,90 km  | Gigi Galli         | 1:28,2        | 77,55 km/u    | Jari-Matti Latvala |
|        |             |    |           |                          |          |                    |               |               | Jari-Matti Latvala |
| 2      | 9 februari  | 9  | 8:25      | Horssjon 1               | 14,89 km | Sébastien Loeb     | 9:18,1        | 96,05 km/u    | Jari-Matti Latvala |
| 2      | 9 februari  | 10 | 9:38      | Hagfors 1                | 20,92 km | Daniel Sordo       | 11:45,8       | 106,70 km/u   | Jari-Matti Latvala |
| 2      | 9 februari  | 11 | 10:41     | Vargåsen 1               | 24,63 km | Sébastien Loeb     | 13:49,1       | 106,94 km/u   | Jari-Matti Latvala |
| 2      | 9 februari  | 12 | 13:04     | Horssjon 2               | 14,89 km | Neutralisatie      | Neutralisatie | Neutralisatie | Jari-Matti Latvala |
| 2      | 9 februari  | 13 | 14:17     | Hagfors 2                | 20,92 km | Daniel Sordo       | 11:30,1       | 109,13 km/u   | Jari-Matti Latvala |
| 2      | 9 februari  | 14 | 15:20     | Vargåsen 2               | 24,63 km | Mikko Hirvonen     | 13:32,5       | 109,13 km/u   | Jari-Matti Latvala |
|        |             |    |           |                          |          |                    |               |               | Jari-Matti Latvala |
| 3      | 10 februari | 15 | 8:08      | Ullen 1                  | 16,25 km | Henning Solberg    | 8:21,7        | 116,60 km/u   | Jari-Matti Latvala |
| 3      | 10 februari | 16 | 9:13      | Lesjöfors 1              | 10,49 km | Henning Solberg    | 5:54,5        | 106,53 km/u   | Jari-Matti Latvala |
| 3      | 10 februari | 17 | 9:45      | Rämmen 1                 | 21,87 km | Henning Solberg    | 11:14,4       | 116,74 km/u   | Jari-Matti Latvala |
| 3      | 10 februari | 18 | 11:21     | Ullen 2                  | 16,25 km | Neutralisatie      | Neutralisatie | Neutralisatie | Jari-Matti Latvala |
| 3      | 10 februari | 19 | 12:26     | Lesjöfors 2              | 10,49 km | Henning Solberg    | 5:43,8        | 109,84 km/u   | Jari-Matti Latvala |
| 3      | 10 februari | 20 | 12:58     | Rämmen 2                 | 21,87 km | Henning Solberg    | 11:07,1       | 118,02 km/u   | Jari-Matti Latvala |

| KP overwinningen   | KP overwinningen |
| Rijder             | Aantal           |
| ------------------ | ---------------- |
| Jari-Matti Latvala | 6                |
| Henning Solberg    | 5                |
| Sébastien Loeb     | 2                |
| Daniel Sordo       | 2                |
| Gigi Galli         | 1                |
| Mikko Hirvonen     | 1                |
| Petter Solberg     | 1                |

## Kampioenschap standen

#### Rijders
|   | Pos. | Rijder             | Pnt. |
| - | ---- | ------------------ | ---- |
| 1 | 1    | Mikko Hirvonen     | 16   |
| 6 | 2    | Jari-Matti Latvala | 10   |
| 2 | 3    | Sébastien Loeb     | 10   |
| 1 | 4    | Gigi Galli         | 9    |
| = | 5    | Petter Solberg     | 9    |

#### Constructeurs
|   | Pos. | Constructeur                       | Pnt. |
| - | ---- | ---------------------------------- | ---- |
| 2 | 1    | BP Ford Abu Dhabi World Rally Team | 26   |
| 2 | 2    | Stobart VK Ford Rally Team         | 16   |
| 1 | 3    | Subaru World Rally Team            | 16   |
| 3 | 4    | Citroën Total WRT                  | 15   |
| = | 5    | Suzuki World Rally Team            | 5    |

- Noot: Enkel de top 5-posities worden in beide standen weergegeven.